# Marie-Catherine de Saint-Augustin
Marie Kateřina od svatého Augustina, OSA (francouzsky: Marie-Catherine de Saint-Augustin, 3. května 1632, Saint-Sauveur-le-Vicomte – 8. května 1668, Québec) byla francouzská římskokatolická řeholnice řádu Pravidelných špitálních kanovnic Ježíšova Milosrdenství, působící v nemocnici Hôtel-Dieu de Québec v Québecu v Nové Francii. Katolická církev ji uctívá jako blahoslavenou.

## Život

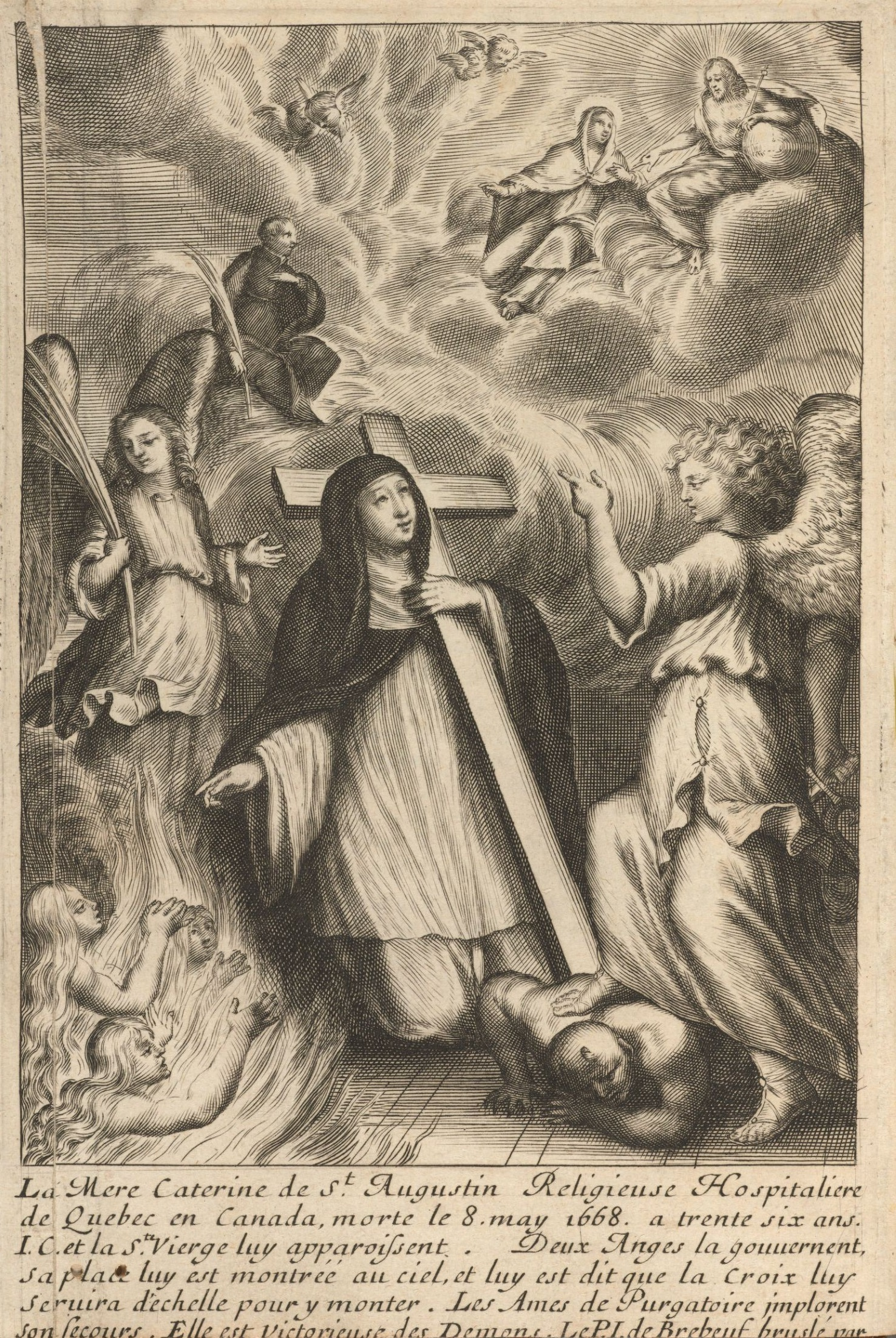
La vie de la mere Catherine de Saint Augustin od Paula Ragueneau, 1671

Narodila se 3. května 1632 jako Catherine de Simon de Longpré ve městě Saint-Sauveur-le-Vicomte, tehdy součásti starobylé provincie Normandie ve Francii. Vychovávána byla převážně svými prarodiči a jako dítě projevovala výrazný zájem o potřeby nemocných a chudých. V roce 1644 vstoupila do kláštera Pravidelných špitálních kanovnic Ježíšova Milosrdenství v Bayeux. 24. října téhož roku byla přijata do noviciátu řádu. Zvolila si řeholní jméno Marie Kateřina od svatého Augustina.
V roce 1648 patřila mezi členky řádu, které se rozhodly vyhovět výzvě a odcestovat do Nové Francie, kde byl potřebný personál nové nemocnice Hôtel-Dieu v Québecu. 31. května se, tehdy ve věku 16 let, vydala na cestu. Cestou byla zasažena morem, ale vyléčila se, což připisovala přímluvě Panny Marie, jejíž sošku si vzala s sebou. Do quebeckého přístavu dorazila 19. srpna téhož roku.
Po doplutí se začala starat o nemocné v klášterní nemocnici. Naučila se jazyky domorodých národů regionu, aby mohla o jejich pacienty lépe pečovat. Snažila se také přiblížit pacienty k Bohu. Svůj volný čas trávila na modlitbách a praktikovala umrtvovaní těla na podporu svého duchovního poslání. Jejím novým duchovním vůdcem se stal jezuita Paul Ragueneau, který později sepsal její první životopis. Devět let působila jako pokladní nemocnice Hôtel-Dieu. Stala se také novicmistrní, kdy jejím úkolem bylo formovat novicky v klášteře.
Zemřela dne 8. května 1668 v nemocnici Hôtel-Dieu, kde působila, v Québecu ve věku 36 let na tuberkulózu. Relikviář s jejími ostatky se nachází v v kapli nemocnice Hôtel-Dieu v Québecu.

## Úcta
Její beatifikační proces započal dne 11. září 1980, čímž obdržel titul služebník Boží. Dne 9. června 1984 ji papež sv. Jan Pavel II. podepsáním dekretu o jejích hrdinských ctnostech prohlásil za ctihodnou. Dne 28. listopadu 1988 byl uznán zázrak na její přímluvu, potřebný pro její blahořečení.
Blahořečena pak byla dne 23. dubna 1989 na Svatopetrském náměstí papežem sv. Janem Pavlem II.
Její památka je připomínána 8. května. Bývá zobrazována v řeholním oděvu.